# 데이비드 코프먼

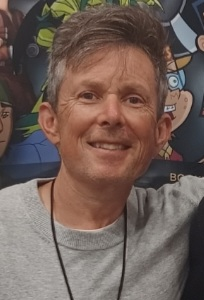

데이비드 코프먼(영어: David Kaufman, 1961년 7월 23일 ~ )은 미국의 배우, 가수이다.
미주리주 세인트루이스에서 태어났다.

## 출연 작품
- 프롬 나이트 (2008년)
- 슈퍼맨: 브레이니악 어택 (2006년)
- 저스티스 리그: 둠 (2001년)
- 진주만 (2001년)
- 인트리피드 (2000년)
- 에이리언 애브덕션: 인서던트 레이크 카운티 (1998년)
- 인비저블맨 (1994년)
- 정열의 여인 (1991년)
- 슈퍼 엄마 만세 (1987년)
- 그날 이후 (1983년)

### 텔레비전
- 슈퍼맨 (1996-2000) - 제임스 지미 올슨 목소리 역
- ER (2004)